# Neb-pet-mehtit
Neb-pet-mehtit ist der Name einer altägyptischen Himmelsgottheit. Als „Herr des nördlichen Himmels“ mit dem Sternbild „Großer Bär“ ist wahrscheinlich Seth in seiner Eigenschaft als „Mesechtiu“ gemeint. 
In den Sargtexten des Mittleren Reiches ist Neb-pet-mehtit „Seth, der für den Verstorbenen das Getreide auf einem Esel herbeiträgt, das der Apis-Stier dreschen wird“. Im Neuen Reich tritt Neb-pet-mehtit im ägyptischen Totenbuch in ähnlicher Funktion auf und ist dort „Seth, der das Getreide für die Verstorbenen erntet“. 